# Oniscidee
Oniscideele (Oniscidea), numite adesea oniscoidee (Oniscoidea), este un subordin de crustacee izopode, majoritatea fiind adaptate la viața terestră. Sunt iubitoare de locuri întunecoase și umede. Trăiesc în general în locuri ferite de uscăciune, adăpostindu-se sub diferite materiale aflate pe sol și mai ales pe sub resturi vegetale (frunzar, trunchiuri căzute, scoarța arborilor,  pe ziduri umede, în stratul de mușchi etc.) sau pe sub pietre care nu sunt expuse la soare. Unele își fac galerii în pământ până la adâncimea de 2 m, de unde ies la suprafață pentru hrană, altele se refugiază în interstițiile solului sau în peșteri. Pentru evitarea uscăciunii și a temperaturii mai ridicate a mediului, oniscideele sunt în general nocturne, în timpul zilei stând mai mult ascunse. Culoarea corpului este în general închisă, pământie sau cenușie-cafenie; speciile subterane sunt în general incolore. Sunt turtite dorsoventral, mai bombate pe partea dorsală cu contur oval-alungit, cu segmentele lărgite prin epimere. Capul și cele 7 segmente ale toracelui sunt mobile unul față de altul. Abdomenul, mult mai mic decât toracele, este constituit din 6 segmente, dintre care primele 5 sunt libere, iar al 6-lea este contopit cu telsonul într-o singură piesă, numită pleotelson. Picioarele toracice, numite pereiopode, sunt constituite din câte 6 articole, ultimul articol fiind terminat cu o gheară. Picioarele abdominale, numite pleopode, în număr de 6 perechi, sunt biramate; primele 5 perechi servesc la respirație, iar ultima, numită uropode, este îndreptată înapoi, pe laturile pleotelsonului, având ambele ramuri în formă de țepi sau de bastonașe. La masculi, primele două perechi de pleopode servesc și ca gonopode. Antena I (antenula) este foarte redusă, fără flagel pluriarticulat. Antena II este bine dezvoltată, constituită dintr-un trunchi format din 5 articole și dintr-un flagel pluriarticulat. Aparatul bucal este conformat pentru rupt, la speciile inferioare fiind și pentru mestecat. Ochii, situați pe laturile capului și nepedunculați, sunt alcătuiți din una sau mai multe omatidii (până în jurul a 100), reunite într-o masă de pigment brun-negru. Adesea ochii sunt foarte reduși sau chiar absenți (la speciile subterane). Unele oniscidee își îndoaie mult corpul pe fața ventrală, încât iau forma unei sfere. Acest fenomen, numit volvație, constituie un mijloc foarte eficace de apărare contra factorilor agresivi din afară, în special contra dușmanilor prădători. Respirația este branhială la speciile inferioare, branhială și traheală la cele superioare, dar totdeauna prin mijlocirea apendicelor lamelare abdominale. Reproducerea este în general bisexuată, mai rar partenogenetică. Ouăle fecundate sunt depuse în marsupiu, unde ele își încep dezvoltarea imediat după depunere. Dezvoltarea ontogenetică prezintă mai multe stadii și durata ei variază de la specie la specie  și  după temperatura ambiantă. Se hrănesc în special cu detritusul vegetal și mai ales cu frunzarul din păduri, de aceea se găsesc mai abundent în locurile împădurite. Unele se hrănesc și cu plante vii, de preferință cu părțile fragede (muguri,  frunze  tinere,  vârfuri  de  rădăcini  etc.),  provocând  uneori  daune. Dimensiunile lor variază între 2 și 20 mm. Ordinul oniscideelor cuprinde peste 5000 de specii răspândite pe toată suprafața uscată a globului terestru, de la nivelul mării până la marile altitudini montane, fiind adaptate la viața  aeriană. Printre speciile mai cunoscute se numără molia zidurilor (Oniscus asellus) care este o specie polifagă și poate produce pagube legumelor depozitate în beciuri sau în alte locuri și în culturile de ciuperci. Molia de cămară (Porcellio scaber) trăiește în pivnițe, silozuri, sere, hrănindu-se cu legume depozitate: pătrunjel, morcovi, cartofi, sfeclă.

## Clasificarea
Infraordinul/Secțiunea Diplocheta
- Familia Ligiidae

Infraordinul Holoverticata
- Secțiunea: Tylida

- Familia Tylidae

- Secțiunea: Microcheta

- Familia Mesoniscidae

- Secțiunea: Synocheta

- Familia Buddelundiellidae
- Familia Schoebliidae
- Familia Styloniscidae
- Familia Titaniidae
- Familia Trichoniscidae
- Familia Tunanoniscidae

- Secțiunea: Crinocheta

- Familia Agnaridae
- Familia Alloniscidae
- Familia Armadillidae
- Familia Armadillidiidae
- Familia Balloniscidae
- Familia Bathytropidae
- Familia Berytoniscidae
- Familia Cylisticidae
- Familia Delatorreidae
- Familia Detonidae
- Familia Eubelidae
- Familia Halophilosciidae
- Familia Olibrinidae
- Familia Oniscidae
- Familia Philosciidae
- Familia Platyarthridae
- Familia Porcellionidae
- Familia Pudeoniscidae
- Familia Rhyscotidae
- Familia Scleropactidae
- Familia Scyphacidae
- Familia Spelaeoniscidae
- Familia Stenoniscidae
- Familia Tendosphaeridae
- Familia Trachelipodidae